# Hard to Kill
Hard to Kill ist ein US-amerikanischer Actionfilm von Bruce Malmuth mit Steven Seagal in der Hauptrolle. Er entstand 1990 nach einem Drehbuch von Steven McKay.

## Handlung
Mason Storm, Polizist beim Los Angeles Police Department, filmt im Zuge einer verdeckten Überwachung den korrupten Politiker Vernon Trent beim Beauftragen eines politischen Mordes. In der Folge werden er und seine Frau von einem Killerkommando in seiner Wohnung überfallen. Seine Frau kommt dabei ums Leben. Der ins Krankenhaus eingelieferte Storm erwacht erst nach sieben Jahren wieder aus seinem Koma. Die Krankenschwester Andy Stewart, die ihn in dieser Zeit betreut hat, verhilft ihm zur Flucht aus dem Krankenhaus, denn er hat seine Erinnerung an die Geschehnisse von damals wiedergewonnen. Jetzt schwebt er in Lebensgefahr, da die Attentäter von seiner Genesung erfahren haben. Stewart flüchtet mit Storm in das Haus eines Freundes, wo er sich körperlich wieder aufbaut und ein hartes Training absolviert. Die beiden entkommen mehrmals den Nachstellungen von Trents Bande. Storm dringt in das Haus des Senator gewordenen Trent ein und eliminiert die Killer. Aufgrund des belastenden Videobands wird Trent verhaftet.

## Kritiken
Prisma schreibt, der Film zeige „effektvoll“ die aus dem Fernost stammenden Kampfkünste. Er biete eine „fragwürdige Selbstjustiz-Tendenz“ sowie „einen zynischen Blick hinter die Glitzerfassaden von Macht und Reichtum“.
Das Lexikon des internationalen Films bezeichnet den Film als „pseudokritische[n] Politthriller“, der mit „Familienglück, Sentimentalität und etwas Erotik“ aufgepeppt wurde und „seinen Zynismus auch durch konfuzianische Weisheiten nicht verdecken“ könne.
Cineman schreibt, der Film sei etwas für die „Liebhaber des schlechten Geschmacks“.

## Hintergründe
Der Film wurde in Los Angeles gedreht. Er spielte in den Kinos der USA ca. 47,4 Millionen US-Dollar ein. Die seit 1991 bestandene Indizierung des Films wurde im Juli 2016 aufgehoben.